# Lenggrieser Hütte
Die Lenggrieser Hütte ist eine Schutzhütte der Sektion Lenggries des Deutschen Alpenvereins auf dem Gebiet der gleichnamigen Gemeinde. Die Hütte liegt auf 1338 m ü. NHN Höhe in den Bayerischen Voralpen westlich des Seekarkreuzes (1601 m) und ist ganzjährig geöffnet und bewirtschaftet.

## Geschichte
Die Hütte wurde in den Jahren 1949 und 1950 erbaut und im Jahr 2003 erweitert und 2020 erneut modernisiert. Die Hütte wurde für ihre Energieversorgung mittels Blockheizkraftwerk und für ihre Kläranlage ausgezeichnet.

## Zugänge
- von Lenggries (679 m) über
  - Schloss Hohenburg, Hirschbachtal und Sulzersteig in einer Gehzeit von 2 Stunden,
  - Schloss Hohenburg und Hirschbachsattel auf einem Fahrweg in einer Gehzeit von 3 bis 3½ Stunden,
  - Mühlbach und Grasleitensteig in einer Gehzeit von 2 bis 2½ Stunden.

## Tourenmöglichkeiten

### Übergänge zu Nachbarhütten
- Tegernseer Hütte (1650 m) über Seekar und Rauhalm in einer Gehzeit von 2½ Stunden.[1]

### Gipfelbesteigungen
- Seekarkreuz (1601 m) in einer Gehzeit von ¾ Stunde,
- Schönberg (1620 m) über Mariaeck in einer Gehzeit von 1 Stunde,
- Spitz-, Auer- und Ochsenkamp (1616 m) in einer Gehzeit von 2 bis 4 Stunden,
- Fockenstein (1562 m) über Hirschbachsattel in einer Gehzeit von 2½ Stunden.

### Skitouren
- Hirschbachtal – Hirschbachsattel
- Seekarkreuz
- Schönberg
- Kampen
- Fockenstein